# Scottish Open 1933
Die Scottish Open 1933 waren die 21. Austragung dieser internationalen Meisterschaften von Schottland im Badminton. Sie fanden Anfang des Jahres in Glasgow statt. Gemeinsam mit den offenen Titelkämpfen fanden auch die geschlossenen nationalen Titelkämpfe von Schottland statt.

## Finalresultate
| Disziplin    | Sieger                         | Finalist                      | Ergebnis     |
| ------------ | ------------------------------ | ----------------------------- | ------------ |
| Herreneinzel | Donald C. Hume                 | Alan Titherley                | 15–6, 15–8   |
| Dameneinzel  | Alice Woodroffe                | Marian Horsley                | w/o          |
| Herrendoppel | Thomas Boyle James Rankin      | Frank Hodge K. G. Livingstone | 15–11, 15–9  |
| Damendoppel  | Marian Horsley Brenda Speaight | L. W. Myers Alice Woodroffe   | 17–16, 15–11 |
| Mixed        | Donald C. Hume Betty Uber      | Alan Titherley C. T. Duncan   | 15–8, 15–8   |

## Finalresultate (Closed Championships)
| Disziplin    | Sieger                           | Finalist                        | Ergebnis     |
| ------------ | -------------------------------- | ------------------------------- | ------------ |
| Herrendoppel | J. J. McCarry Murdo MacLean      | E. K. Ballantine T. G. Dempster | 15–12, 17–14 |
| Damendoppel  | E. F. Ogilvie Elizabeth Anderson | Dorothy Stenhouse J. M. Cassils | 15–11, 15–9  |
| Mixed        | E. D. Ballantine M. Langmuir     | Kenneth Davidson M. G. Neilson  | 15–12, 15–3  |

## Referenzen
- Annual Handbook of the International Badminton Federation, London, 28. Auflage 1970, S. 268–274.
- Scots Badminton Championships. In: Dundee Courier. 23. Januar 1933, S. 10, abgerufen am 30. Juli 2025.